# Wolleka
Wolleka (gî'îz ወለቃ) este un oraș din Etiopia, aflat În apropiere de Gondar.